# Border Rivers
Als Border Rivers (dt.: Grenzflüsse) bezeichnet man eine Reihe von Flüssen (und die Region, durch die sie fließen) an der Grenze der australischen Bundesstaaten New South Wales und Queensland. Sie entspringen im Tafelland von New England, sind die Quellflüsse des Darling River und entwässern die Westhänge der Great Dividing Range in diesem Bereich. Die Ostgrenze des Einzugsbereiches der Border Rivers zieht sich entlang der Kammlinie des großen Scheidegebirges von Stanthorpe in Queensland nach Guyra in New South Wales.

## Flussarme
Verschiedene Flussarme mit unterschiedlichen Namen bilden einen Teil der Grenze zwischen New South Wales und Queensland zwischen Tenterfield und Mungindi. Ungeschickterweise gibt es Arme mit denselben Namen (Macintyre River/Brook und Severn River), die aber ganz unterschiedliche Flüsse bezeichnen, je einen in jedem der beiden Bundesstaaten. Auf der anderen Seite erhielt derselbe Fluss von unterschiedlichen Entdeckern an verschiedenen Stellen unterschiedliche Namen. Erst später wurde entdeckt, dass es sich jeweils um denselben Fluss handelte; die traditionellen Namen aber blieben. So fließen die Border Rivers in den Macintyre River, der weiter flussabwärts Barwon River heißt und der linke Quellflüsse des Darling River ist, der seinerseits im Südwesten von New South Wales in den Murray River mündet.
Zwischen Mungindi und Boggabilla verläuft die Staatsgrenze entlang des Macintyre River (New South Wales). Oberhalb der Mündung des Dumaresq River (wenige Kilometer östlich von Boggabilla) folgt die Grenze dem Dumaresq River flussaufwärts und der Oberlauf des Macintyre River liegt komplett in New South Wales.
Folgende Flüsse münden in den Macintyre-/Durmaresq-Grenzfluss aus Richtung Queensland (Norden)
- Weir River bei Mungindi
- Macintyre Brook bei Yelarbon
- Pike Creek einschl. Glenlyon-Stausee
- Severn River (Dumaresq River)

Folgende Flüsse münden in den Macintyre-/Dumaresq-Grenzfluss aus Richtung New South Wales (Süden):
- Mole River bei Mole River
- Severn River (Macintyre River) einschl. Pindari-Stausee

## Siedlungen
Die hauptsächliche wirtschaftliche Aktivität in der Region der Border Rivers ist die Landwirtschaft. Auf geeigneten Flächen wird Getreide angebaut und die übrigen Ländereien werden als Grasland für das Vieh genutzt. Da die Flüsse eher klein sind und keine gleichbleibende Wasserführung über das Jahr haben, gibt es nur kleine Bewässerungssysteme.
Die größte Stadt an den Border Rivers ist Goondiwindi in Queensland, wo der Newell Highway den Macintyre River und die Staatsgrenze überquert.
Die Städte Stanthorpe (Queensland), Tenterfield (New South Wales) und Glen Innes (New South Wales) liegen am New England Highway am Ostrand des Border-Rivers-Basins. Inverell liegt an der Westkante des Tafellandes von New England.
Der mittlere Teil der Border Rivers ist eher dünn besiedelt; es gibt keine größeren Städte oder großen Straßen und auch keine nennenswerte Industrie. Kleinere Städte in diesem Gebiet sind:
- Texas (Queensland)
- Inglewood (Queensland)
- Ashford (New South Wales)
- Yetman (New South Wales)
- Bonshaw (New South Wales)
- Emmaville (New South Wales).